# Олександр (Янніріс)
Олександр (грец. Μητροπολίτης Αλέξανδρος, в миру Георгіос Янніріс, грец. Γεώργιος Γιαννίρης; 15 травня 1960, Афіни — 30 червня 2023) — ієрарх Александрійського патріархату, митрополит Нігерійський, іпертим і екзарх Гвінейської затоки.

## Біографія
У 1983 році закінчив факультет сільського господарства Університету Арістотеля в Тессалоніках
Був прийнятий у клір Александрійського патріархату і 1 жовтня 1988 року висвячений у диякона, а 2 жовтня — в ієрея, після чого служив у Йоганнесбурзькій митрополії настоятелем патріаршого храму Безсрібників і секретарем митрополії.
У цей же період видавав двомовний журнал «Православний підхід» («Ορθόδοξη προσέγγιση», «Orthodox Approach») і відповідав за роботу радіопрограм митрополії. Крім того був членом Південноафриканського інституту візантології та новогрецьких досліджень.
У 1994 році закінчив факультет пастирського та громадського богослов'я Університету Арістотеля в Тессалоніках.
У квітні 1997 року був призначений директором Особистого Патріаршого Кабінету.
23 вересня 1997 року обраний правлячим єпископом новоутвореної Нігерійської єпархії.
24 листопада того ж року відбулася його єпископська хіротонія, яку очолив Папа і Патріарх Петро VII.
27 жовтня 2004 року, у зв'язку із піднесенням Нігерійської кафедри до рангу митрополії, став митрополитом.
У вересні 2019 розкритикував митрополита РПЦ Іларіона (Алфеєва). "Нехай ліпше… російський архієрей усвідомить, що в нього немає взагалі жодного права шельмувати, виправляти,  роздавати поради, а ще ж «погрожувати» ескалацією кризи архієреям інших (географічних) широт. Одне слово, що заманулося  сказати …поетові?? Що буде перервано спілкування з тією Церквою, яка, бачте, посміла розійтися з поглядом Російської Церкви у питанні України???  А чи не уникає з її уваги той факт, що будь-яка така дія виявиться бумерангом для Російської Церкви, ба більше, що цими діями  вона  ще й сама опиниться у цілковитій ізоляції. Нехай буде відомо преосвященнішому братові, що Африка, Александрійський Патріархат не стане і ми ніколи не дозволимо йому стати протекторатом Російської Церкви. І нехай буде відомо братові, що ні Блаженніший, ні архієреї Трону не стануть  підданими у васальній залежності…."Ти завдав нам рани, ти і вилікуй її, Волоколамський митрополите!…Вимагаємо негайного публічного вибачення з Вашого боку перед нашим Предстоятелем і його синодом за цю Вашу недоречність. Іншого вибору у Вас немає… Ця сама недоречність (безглуздя) преосвященнішого Іларіона повинна подіяти на багатьох із нас  як пробудження, не лише  за нашу позицію в питанні  з українською автокефалією, але й  для того, щоб ми постійно протидіяли дедалі загрозливішому  й «агресивнішому» російському церковному імперіалізмові і його неканонічному втручанню в інші юрисдикції з потоптанням православної екклезіології…"
У листопаді 2019 року митрополит Олександр написав лист звернення до архієрея Церкви Кіпру Афанасія (Ніколау) із поясненням того чому Александрійський Патріарх не повинен був питати дозволу на поминання предстоятеля ПЦУ, митрополита Епіфанія за літургією. Зокрема він каже, що літургія та євхаристія це вже є спільна справа і відповідно є абсурдом узгоджувати щось чи питати дозволу під час звершення її. На його думку саме запрошення і єднання за Євхаристією — виражає єдність у Христі і спільну справу. Тому ніяких домовленостей не може бути.